# Serjania tristis
Serjania tristis är en kinesträdsväxtart som beskrevs av Ludwig Radlkofer. Serjania tristis ingår i släktet Serjania och familjen kinesträdsväxter. Inga underarter finns listade i Catalogue of Life.